# Vexilliferidae
Vexilliferidae – rodzina ameb należących do supergrupy Amoebozoa w klasyfikacji Cavaliera-Smitha.
Po zmianach w połowie 2011 roku należą tutaj następujące rodzaje:
- Vexillifera